# Дечебал (Сату Маре)
Дечебал (рум. Decebal) насеље је у Румунији у округу Сату Маре у општини Ветиш. Oпштина се налази на надморској висини од 117 m.

## Становништво
Према подацима из 2002. године у насељу је живело 1127 становника.

### Попис2002.
| Расподела становништва по националности 2002.‍ | Расподела становништва по националности 2002.‍ | Расподела становништва по националности 2002.‍ | Расподела становништва по националности 2002.‍ | Расподела становништва по националности 2002.‍ |
| --------------------------------------------- | --------------------------------------------- | --------------------------------------------- | --------------------------------------------- | --------------------------------------------- |
|                                               |                                               |                                               |                                               |                                               |
| Румуни                                        | Румуни                                        |                                               | 1.005                                         | 89,4%                                         |
| Мађари                                        | Мађари                                        |                                               | 18                                            | 1,6%                                          |
| Украјинци                                     | Украјинци                                     |                                               | 101                                           | 9,0%                                          |